# Anton Ludwig Ernst Horn
Anton Ludwig Ernst Horn (Braunschweig, 24 agosto 1774 – Berlino, 27 settembre 1848) è stato un medico e psichiatra tedesco.

## Biografia
Nel 1797 conseguì il dottorato presso l'Università di Gottinga, e successivamente lavorò come medico presso l'istituto clinico di Braunschweig. Per un breve periodo fu professore di medicina presso le università di Wittenberg (1804) e Erlangen (1805), e nel 1806 lavorò presso l'ospedale medico della Charité di Berlino. Uno dei suoi studenti più noti vi era Moritz Heinrich Romberg (1795-1873).
Horn è considerato il primo psichiatra praticante presso la Charité. All'inizio del XIX secolo, i metodi barbarici e coercitivi erano generalmente usati per trattare i pazienti mentali. Horn credeva che le malattie mentali fossero in gran parte dovute alle sofferenza fisiche, per prevenirle utilizzava un assortimento di dispositivi, come il "letto rotante" e la "sedia rotante" per il trattamento dell'isteria presso la Charité.
Nel 1803 Horn pubblicò un manuale pratico sui prodotti farmaceutici intitolato Handbuch der praktischen Arzneimittelle für Ärzte und Wundärzte. Egli è anche accreditato per fornire una prima descrizione della tabe dorsale.